# Haro van Peski
Haro van Peski (Rotterdam, 5 februari 1896 – Amsterdam, 2 augustus 1948) was een Nederlands regisseur.
Als filmproducent en -regisseur was Van Peski begin jaren '30 voor werkzaam in Duitsland. Hij richtte in 1931 de filmmaatschappij Majestic op. Uit deze periode stamt Rivalen (1932, Duitse titel: Kampf) met autocoureur Manfred von Brauchitsch.

## Filmwerken
Zijn belangrijkste Nederlandse filmwerken zijn:
- Het leven is niet zoo kwaad (1935) met Lou Bandy en Fien de la Mar
- Suikerfreule (1935) met Annie van Duyn en Johan Elsensohn, naar het toneelstuk van Henri van Wermeskerken.

In hetzelfde jaar (1935) kondigde de Amsterdamse Majestic Film Maatschappij de productie aan van een uiteindelijk nooit gerealiseerde grote Nederlandse operette film met Johannes Heesters in de hoofdrol. De film zou worden geregisseerd door Haro van Peski en de vrouwelijke hoofdrol was voor Annie van Duyn.
Tot verdere Nederlandse filmproducties is het niet gekomen, al had Van Peski daar wel plannen voor.
Het Stadsarchief Amsterdam heeft een portret van Van Peski in de collectie.